# Challenger de Trieste 2024
El torneo Internazionali di Tennis Città di Trieste fue un torneo de tenis perteneció al ATP Challenger Tour 2024 en la categoría Challenger 100. Se trató de la 5ª edición; el torneo tuvo lugar en la ciudad de Trieste (Italia), desde el 8 hasta el 14 de julio de 2024 sobre pista dura bajo techo de tierra batida al aire libre.

## Jugadores participantes del cuadro de individuales
| Preclasificado | País                    | Jugador            | Rank1 | Posición en el torneo |
| 1              | Bandera de Francia      | Richard Gasquet    | 125   | Primera ronda         |
| 2              | Bandera de Italia       | Francesco Passaro  | 132   | Primera ronda         |
| 3              | Bandera de Francia      | Titouan Droguet    | 140   | Cuartos de final      |
| 4              | Bandera de Italia       | Andrea Pellegrino  | 158   | Primera ronda, retiro |
| 5              | Bandera de Francia      | Benoît Paire       | 160   | Primera ronda         |
| 6              | Bandera de China Taipéi | Tseng Chun-hsin    | 161   | Primera ronda, retiro |
| 7              | Bandera de Francia      | Ugo Blanchet       | 162   | Segunda ronda         |
| 8              | Bandera de España       | Oriol Roca Batalla | 165   | Semifinales           |

- 1 Se ha tomado en cuenta el ranking del 1 de julio de 2024.

### Otros participantes
Los siguientes jugadores recibieron una invitación (wild card), por lo tanto ingresan directamente al cuadro principal (WC):
- Federico Arnaboldi
- Lorenzo Carboni
- Marco Cecchinato

Los siguientes jugadores ingresan al cuadro principal tras disputar el cuadro clasificatorio (Q):
- Jacopo Berrettini
- Andrea Guerrieri
- Svyatoslav Gulin
- Carlos López Montagud
- Dušan Obradović
- Alessandro Pecci

## Campeones

### Individual Masculino
- Federico Agustín Gómez derrotó en la final a  Tomás Barrios por 6–1, 6–2

### Dobles Masculino
- Marco Bortolotti /  Matthew Romios derrotaron en la final a  Daniel Dutra da Silva /  Courtney John Lock por 6–2, 7–6(6)